# Evippa luteipalpis
Evippa luteipalpis là một loài nhện trong họ Lycosidae.
Loài này thuộc chi Evippa. Evippa luteipalpis được Carl Friedrich Roewer miêu tả năm 1955.